# Hill's
Hill's Pet Nutrition är ett dotterbolag till det multinationella företaget Colgate-Palmolive. Hill's är ett av de största företagen i världen för specialiserade hund- och kattfoder. Företagets produkter säljs till största del genom veterinärkliniker. Hill's foder är till skillnad mot många andra djurfoder specialiserade på att kurera djur från diverse åkommor och sjukdomar som exempelvis hudsjukdomar, njur- och hjärtproblem, cancer med mera.